# Північно-Східна хорда
55°49′15″ пн. ш. 37°43′40″ сх. д. / 55.820951° пн. ш. 37.727742° сх. д.
Північно-Східна хорда (первинна назва Північна рокада) — безсвітлофорна магістральна вулиця загальноміського значення першого класу з безперервним режимом руху, в стадії будівництва у Москві, складова Хордового кільця Москви. По завершенню будівництва хорда завдовжки 29 км продовжить автомагістраль Москва - Санкт-Петербург, буде прокладена із західного боку Жовтневої залізниці уздовж Малого кільця Московської залізниці до розв'язки МКАД на перетині з магістраллю Вешняки — Люберці, сполучаючи найгустонаселеніші райони ПАО та ПСАО. Частиною хорди стане єдина побудована дільниця Четвертого транспортного кільця між шосе Ентузіастів і Лосиноострівською вулицею. За розрахунками, будівництво розвантажить МКАД на 20-25 %, перерозподілить транспортні потоки Третього транспортного кільця, Щелковського шосе, шосе Ентузіастів, Рязанського і Волгоградського проспектів

## Схема траси
- Дільниця траси Вешняки — Люберці у мікрорайоні Кожухове (Косинське шосе).
- Дільниця перетин МКАД із магістраллю Вешняки — Люберці (Косинська естакада).
- Дільниця від МКАД вулицею Червоний Казанець до Вишняковського шляхопроводу.
- Дільниця від Вишняковського шляхопроводу до колишнього Четвертого транспортного кільця алеєю Першої Маївки та вул. Аносова.
- Дільниця колишнього 4-го транспортного кільця до лінії Жовтневої залізниці.
- Зеленоградська вулиця до Бусиновської розв'язки МКАД.